# Edmund Charaszkiewicz
Edmund Kalikst Eugeniusz Charaszkiewicz (ur. 14 października 1895 w Poniecu, zm. 22 grudnia 1975 w Londynie) – podpułkownik piechoty Wojska Polskiego, oficer Oddziału II Sztabu Głównego, kawaler Orderu Virtuti Militari.

## Życiorys
Był synem Stanisława, właściciela cegielni i składu drewna budowlanego, i Bronisławy z Rajewskich. Ukończył szkołę podstawową w Poniecu, następnie uczęszczał do szkół średnich kolejno w Krotoszynie, Katowicach oraz Krakowie, gdzie ukończył gimnazjum 17 grudnia 1915, będąc już (od sierpnia 1914) żołnierzem Legionów Polskich. 1 listopada 1913 wstąpił do Związku Strzeleckiego, a w latach 1913–1914 uczęszczał do szkoły podoficerskiej Związku, używając pseudonimu Kalikst. Od 1917 pracował w Komisji Wojskowej Tymczasowej Rady Stanu. Pod koniec 1917 został wcielony do Polskiego Korpusu Posiłkowego (dawnej II Brygady Legionów Polskich), w którym służył do lutego 1918 jako starszy sierżant major.
Od listopada 1918 pracował w Ministerstwie Spraw Wojskowych w Warszawie. 15 listopada 1918 został przyjęty do Wojska Polskiego w stopniu podporucznika. W latach 1918–1923 studiował prawo na Uniwersytecie Warszawskim .

Uczestniczył w wojnie polsko-bolszewickiej (brał udział w walkach pod Nowymi Święcianami, Podbrodziem, Bezdanami, Wilnem i Ejszyszkami) oraz w III powstaniu śląskim (od 2 maja do 15 sierpnia 1921 jako zastępca dowódcy plutonów rozbiórkowych zwanych Grupą Wawelberga).
W lutym 1924 został przydzielony z 79 pułku piechoty w Słonimiu do Oddziału II Sztabu Generalnego Wojska Polskiego w Warszawie. Od 1926 był oficerem polskiego wywiadu wojskowego. W Oddziale II Sztabu Generalnego pracował na stanowisku referenta spraw ukraińskich. W latach 1928–1939 kierował Ekspozyturą nr 2 Oddziału II Sztabu Generalnego, która w odróżnieniu od innych ekspozytur nie funkcjonowała jako organ terenowy polskiego wywiadu, lecz zajmowała się organizacją sabotażu i dywersji na wypadek wojny na terenie państw ościennych. W latach 30. był zastępcą kierownika „K 7” (Komitet Siedmiu). W 1938 Ekspozytura nr 2 uczestniczyła w zorganizowaniu dywersji na Zaolziu, a w 1939 w operacji „Łom” na Rusi Zakarpackiej. We wrześniu 1939 był szefem Wydziału „F” Sztabu Naczelnego Wodza. Po kampanii wrześniowej przebywał w Rumunii, a od listopada 1939 we Francji bez przydziału. W maju 1940 wstąpił do Legii Oficerskiej w Niort. W Wielkiej Brytanii dowodził pociągami pancernymi „C” i „D” z 1. dywizjonu pociągów pancernych. W sierpniu 1943 został przeniesiony do Centrum Wyszkolenia Piechoty, następnie do Oddziału Administracyjnego MSWojsk. Po wojnie (do lutego 1946) był zastępcą, a później szefem Oddziału Informacyjnego Inspektoratu Zarządu Wojskowego. 11 września 1948 został zdemobilizowany. 
Na emigracji kontynuował działalność w ruchu prometejskim, należał ponadto do emigracyjnej Ligi Niepodległości Polski. Pozostał na emigracji w Wielkiej Brytanii.
Zmarł w Londynie. Pochowany na cmentarzu South Ealing.

## Awanse
- sierżant – 1917
- podporucznik – 1918
- porucznik – 3 maja 1922 zweryfikowany ze starszeństwem z dniem 1 czerwca 1919 (w 1924 zajmował 110. lokatę) w korpusie oficerów  piechoty)
- kapitan – 3 maja 1926 ze starszeństwem z dniem 1 lipca 1925 i 41. lokatą w korpusie oficerów piechoty
- major – ze starszeństwem z dniem 1 stycznia 1936 i 41. lokatą w korpusie oficerów piechoty[5][6]
- podpułkownik – maj 1945

## Ordery i odznaczenia
- Krzyż Srebrny Orderu Wojskowego Virtuti Militari nr 7882 – 27 czerwca 1922[7][8][9]
- Krzyż Komandorski Orderu Odrodzenia Polski
- Krzyż Niepodległości z Mieczami – 20 stycznia 1931[10]
- Krzyż Oficerski Orderu Odrodzenia Polski
- Krzyż Kawalerski Orderu Odrodzenia Polski – 10 listopada 1933[11]
- Krzyż Walecznych trzykrotnie[8]: po raz 1 i 2 w 1921[12]
- Srebrny Krzyż Zasługi – 3 sierpnia 1928[13][8]
- Krzyż na Śląskiej Wstędze Waleczności i Zasługi